# Piena di grazia
Piena di grazia (Full of Grace) è un film del 2015 scritto e diretto da Andrew Hyatt.

## Trama
Anno 43. A dieci anni dall'ascensione di Gesù, l'apostolo Pietro discute nel Ponto con un anziano della comunità che gli chiede risposte su questioni dogmatiche, ma Pietro non sa cosa rispondere, è in difficoltà di fronte all'insistenza dell'anziano e in quel momento riceve una lettera di Maria che lo chiama presso di lei alle porte di Gerusalemme. Pietro parte senza indugio, lasciando che suo fratello Andrea lo sostituisca nella discussione. Maria, ormai anziana, apprende da Pietro delle questioni dottrinali che stanno dividendo la Chiesa. Gli apostoli Giovanni e Simone giungono anch'essi da Maria ed esortano Pietro a pronunciarsi con decisione sulle diatribe in corso. Pietro però non si sente in grado di impartire direttive, è sconfortato, ma Maria lo incoraggia a ricordare cosa ha provato quando Gesù lo ha chiamato per la prima volta, alla fede che Pietro ha avuto in lui, e a non dimenticare che Gesù è sempre al suo fianco per guidarlo. Le parole di Maria ridanno coraggio a Pietro, lei intanto sente che la propria ora è vicina e dopo aver incoraggiato anche gli altri apostoli, raccontando i suoi ricordi più cari di Gesù, cade in un sonno profondo per essere poi assunta al cielo.

## Accoglienza
La pellicola è stata giudicata positivamente dalla commissione di valutazione film della Conferenza Episcopale Italiana, secondo cui la narrazione «acquista a poco a poco un andamento che trascorre dalla comprensione, alla delusione, all'invito alla fiducia in una successione verbale e, mentre vuole evitare trappole e trasalimenti, lascia che la parola si conquisti lo spazio importante e decisivo che merita. Ecco allora che Maria torna di nuovo a proporsi come Colei che riprende in mano l'eredità di Cristo, assume su di sé critiche e titubanze e invita ad aprire il cuore alla speranza del futuro. Quella di Hyatt è una regia fatta di implosioni esistenziali. Il rapporto tra Maria e gli apostoli avviene a un livello di frasi che danno sospensione e insieme conforto».